# Phaeoura spadix
Phaeoura spadix là một loài bướm đêm trong họ Geometridae.